# William Caslon
William Caslon (1692, Cradley – 23. ledna 1766, Londýn) byl anglický puškař, typograf a grafický designér.
V roce 1716 začal podnikat v Londýně jako rytec zámků na zbraně. V roce 1722 navrhl pro Williama Bowyeryho barokní rukopisné písmo. V roce 1734 vydal vzorník 52 písem. Mimo jiné se také zabýval arabštinou.
Zemřel 23. ledna 1766 a byl pohřben u Kostela sv. Lukáše v Londýně v rodinné hrobce.